# المداور (همدان)

تعديل مصدري - تعديل

المداور هي إحدى قرى عزلة ربع همدان بمديرية همدان التابعة لمحافظة صنعاء، يبلغ تعداد سكانها 1200 نسمة حسب تعداد اليمن لعام 2004.